# ルベン・オセゲラ・ゴンサレス
ルベン・オセゲラ・ゴンサレス (スペイン語:Rubén Oseguera González、1990年2月14日 - ) は、メキシコ合衆国の麻薬密売人。
メキシコで2番目に勢力を拡大させているハリスコ新世代カルテルの最高幹部 (副司令官) であり、通称:エル・メンシートと呼ばれている人物。
ハリスコ新世代カルテルのリーダーであるネメシオ・オセゲラ・セルバンテス (エル・メンチョ) は父親にあたる。

## 経歴

### 2014年の逮捕
メキシコ当局が携帯回線を傍受したことにより、居場所が判明し、2014年1月30日にハリスコ州サポパンにある自宅をメキシコ軍の特殊作戦群が襲撃した。ルベンは襲撃に気づくと裏口から庭に飛び出したが、隣人の庭でメキシコ軍によって拘束された。
ルベンはその日のうちに飛行機でメキシコシティに移送され、警備が厳重な第一連邦社会再適応センターに収監された。しかし、ハリスコ州の警察当局が逮捕状を持っていなかったために、裁判所はルベンの釈放を命じた。

### 2015年の逮捕
2015年6月23日にルベンはメキシコ連邦警察に逮捕された。
2017年2月3日、コロンビア特別区連邦地方裁判所はオセゲラ・ゴンサレスに対して逮捕状を発行した。ルベンは2020年2月21日にアメリカに移送された。